# Abdij van Sankt Florian
De abdij van Sankt Florian (Stift Sankt Florian) is een grote augustijner abdij, gelegen in Sankt Florian in het bisdom Linz, Oostenrijk.
In de 18e eeuw maakte de barokarchitect Carlo Antonio Carlone van het klooster zijn bekendste architecturale werk. Het klooster is bekend om zijn barokke in 1999 tot basiliek verheven kloosterkerk, waar Anton Bruckner werkte als organist. Ook de kloostergebouwen zijn zeer beroemd. De abdijbibliotheek bevat ruim 130.000 werken. De abdij kent een knapenkoor, de St. Florianer Sängerknaben.

## Geschiedenis
De Passio Floriani, een overlevering uit de 9e eeuw, vertelt over de martelaarsdood van de eerste met naam bekende christen op het Oostenrijks grondgebied: de heilige Floriaan. Volgens deze overlevering werd Floriaan na zijn dood in 304 begraven op de plaats waar zich tegenwoordig het klooster bevindt. Daarmee is de plek van het klooster al sinds de 4e eeuw een plaats van verering.
De eerste schriftelijke getuigenissen van een klooster gaan terug op de Karolingische periode (circa 800). In 1071 droeg bisschop Altmann van Passau het klooster Sint-Floriaan over aan de hervormingsgezinde Augustijner koorheren. Sindsdien verzorgen de Augustijnen er zowel de monastieke als de parochiale taken (tot het sticht behoren 33 parochies).

#### Barokke verbouwing

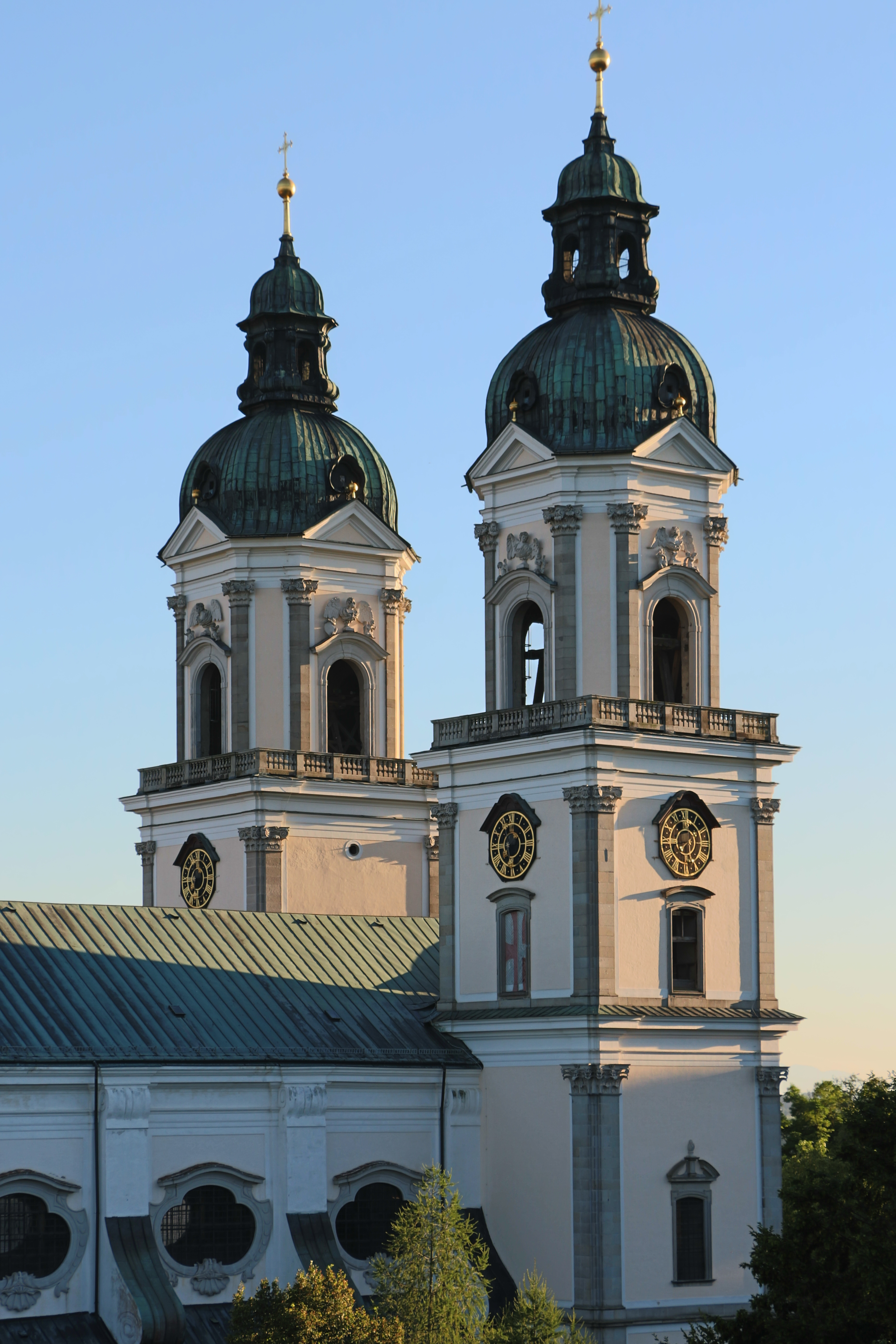
De Maria-Hemelvaartkerk

In 1686 werd begonnen met de barokke nieuwbouw van de kloostergebouwen door Carlo Antonio Carlone, die hier tot zijn dood in 1708 als bouwmeester bleef werken. In zijn tijd ontstonden de kerk en de westelijke vleugel met de indrukwekkende hoofdgevel. Na de dood van Carlone in 1708 zette Jakob Prandtauer het werk voort zoals Carlone dat grotendeels gepland had. Tegelijkertijd drukte ook Prandtauer zijn stempel op de bouw. In deze periode ontstonden de zuidelijke vleugel met de prachtige marmeren zaal (waarvan de artistieke ontwerpen verwijzen naar de strijd tegen de Turkse bedreiging), het zomerrefectorium aan de oostzijde van het klooster en diverse andere gebouwen. Na de dood van Prandtauer nam de uit Sankt-Florian afkomstige voorman Jakob Steinhueber het werk over. Alleen voor de bouw van de bibliotheek werd nog een andere bouwmeester aangetrokken, de uit Stiermarken afkomstige Gotthard Hayberg. Rond 1750 kwam er een einde aan de bouwactiviteiten in het stift.
In de periode 1848-1855 werkte Anton Bruckner hier als stiftsorganist. Hij ligt begraven onder het door Franz Xaver Krisman gebouwde orgel.
In januari 1941 volgde de inbeslagname door de Gestapo en de onteigening van de abdij. De koorheren werden met hun proost Vinzenz Hartl uit het klooster gezet, maar konden hun monastieke leven in het klooster Pulgarn bij Steyregg voortzetten. Vanaf 1942 kreeg het Reichsrundfunkgesellschaft er een onderkomen.
Na de oorlog keerden de koorheren terug in hun kloostergebouwen.

## De kloosterkerk
De aan Maria-Hemelvaart, de heilige Floriaan en de heilige Augustinus gewijde kloosterkerk werd in 1999 door paus Johannes Paulus II tot basilica minor verheven. Hieraan herinnert het pauselijk wapen van Klaus Wedenig.
Het 20 meter hoge hoogaltaar bestaat uit rood marmer en heeft een gewicht van circa 700 ton. Het centrale schilderij is een werk van Giuseppe Ghezzi en toont de opname van Maria in de hemel.
Bijzondere aandacht verdienen ook de rijk gesneden koorgestoeltes, die beide met een koororgel worden bekroond. Het koorgestoelte is een gezamenlijk werk van de uit Linz afkomstige beeldhouwer Adam Franz en de uit Bolzano afkomstige Jakob Auer.
Op het bekende orgel in de basiliek, het zogenaamde Brucknerorgel, vinden regelmatig concerten plaats. Het werd in 1774 door Franz Xaver Krismann gebouwd. Het orgel werd herhaaldelijk vergroot en gerenoveerd, voor het laatst in 1996. Met 103 registers en 7386 pijpen is het Brucknerorgel het grootste bespeelbare orgel van Oostenrijk.

## Afbeeldingen

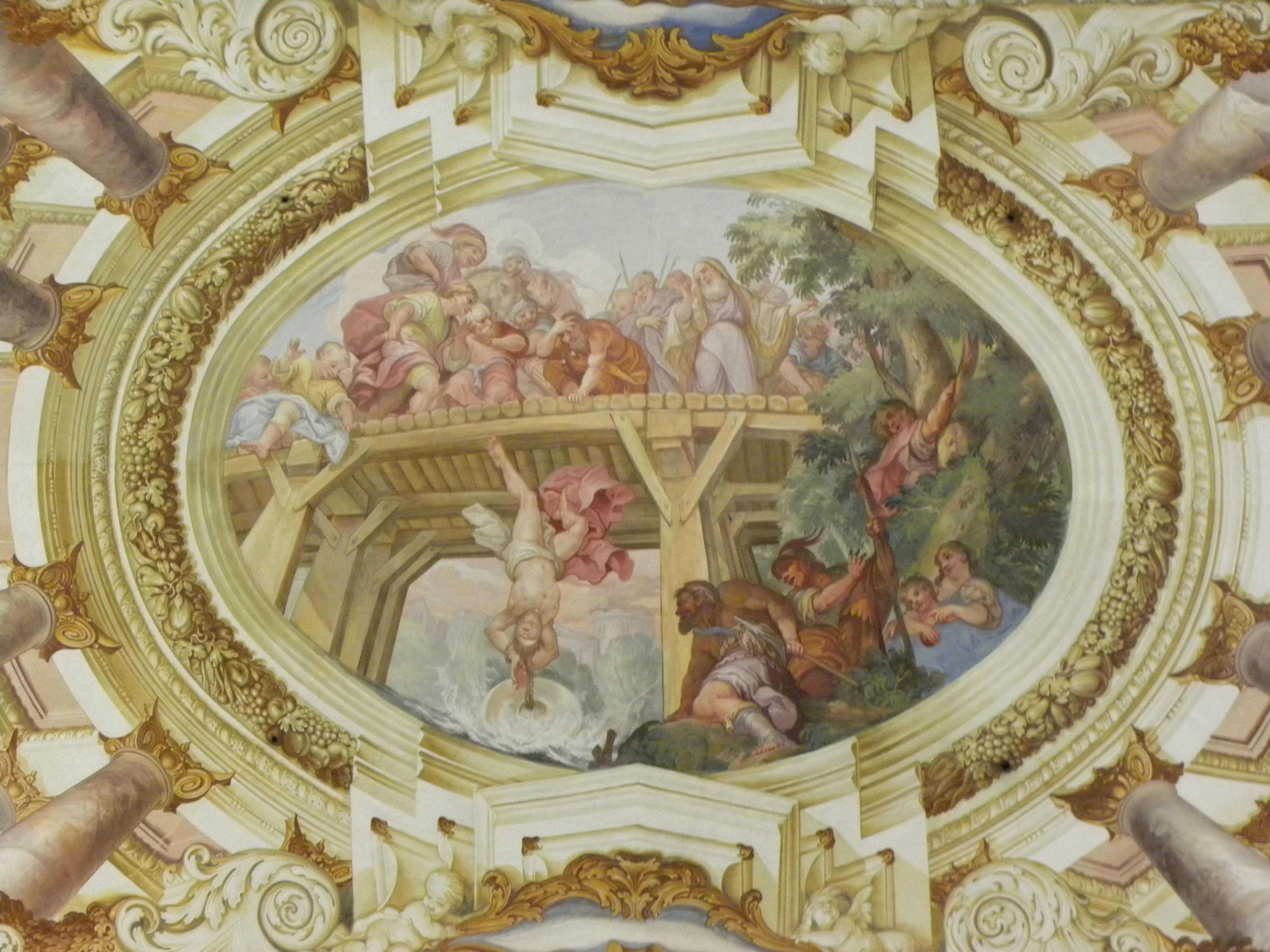
Plafondbeschildering van de Martelaarsdood van Sint-Floriaan in de stiftskerk
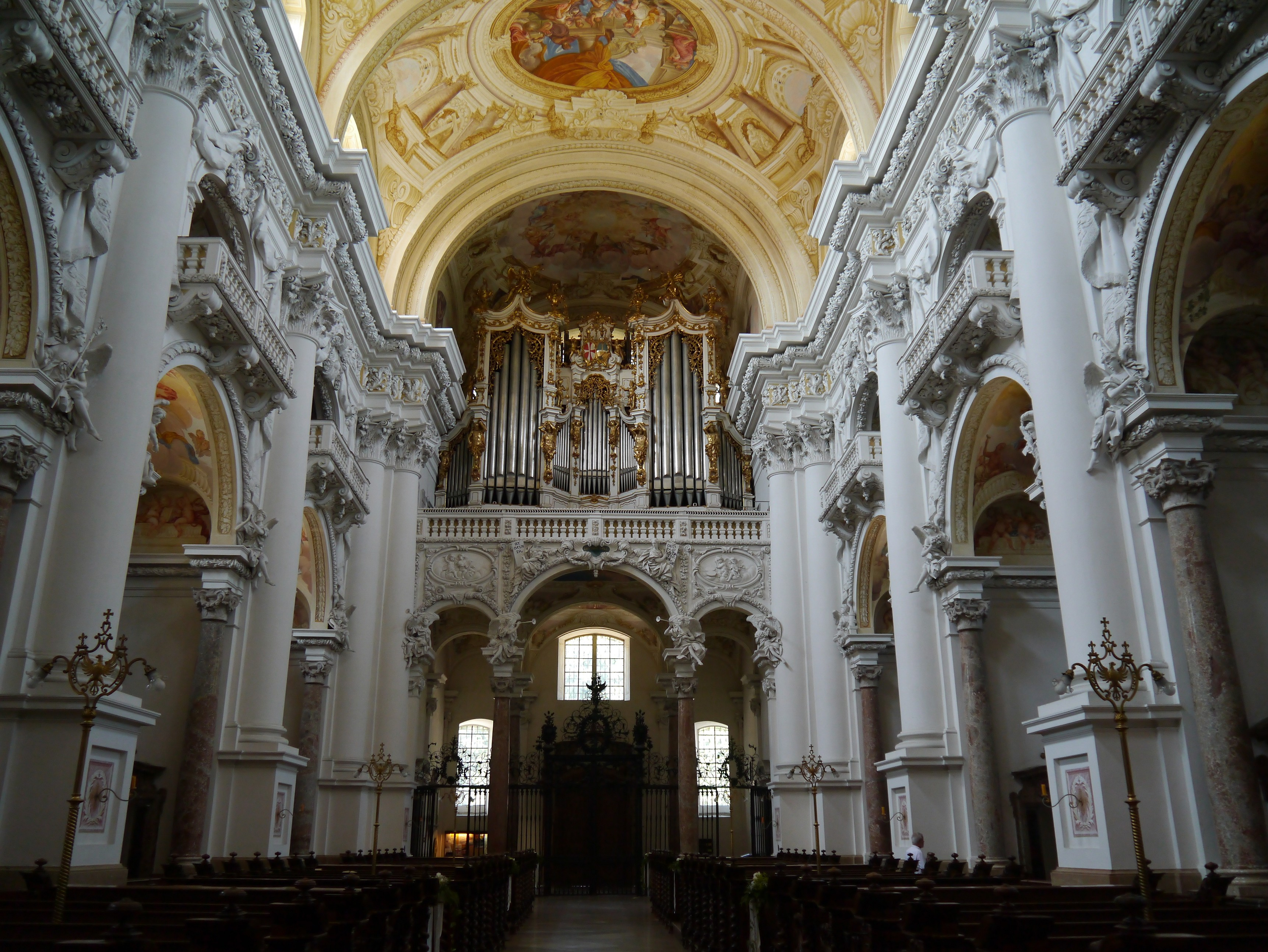
Brucknerorgel
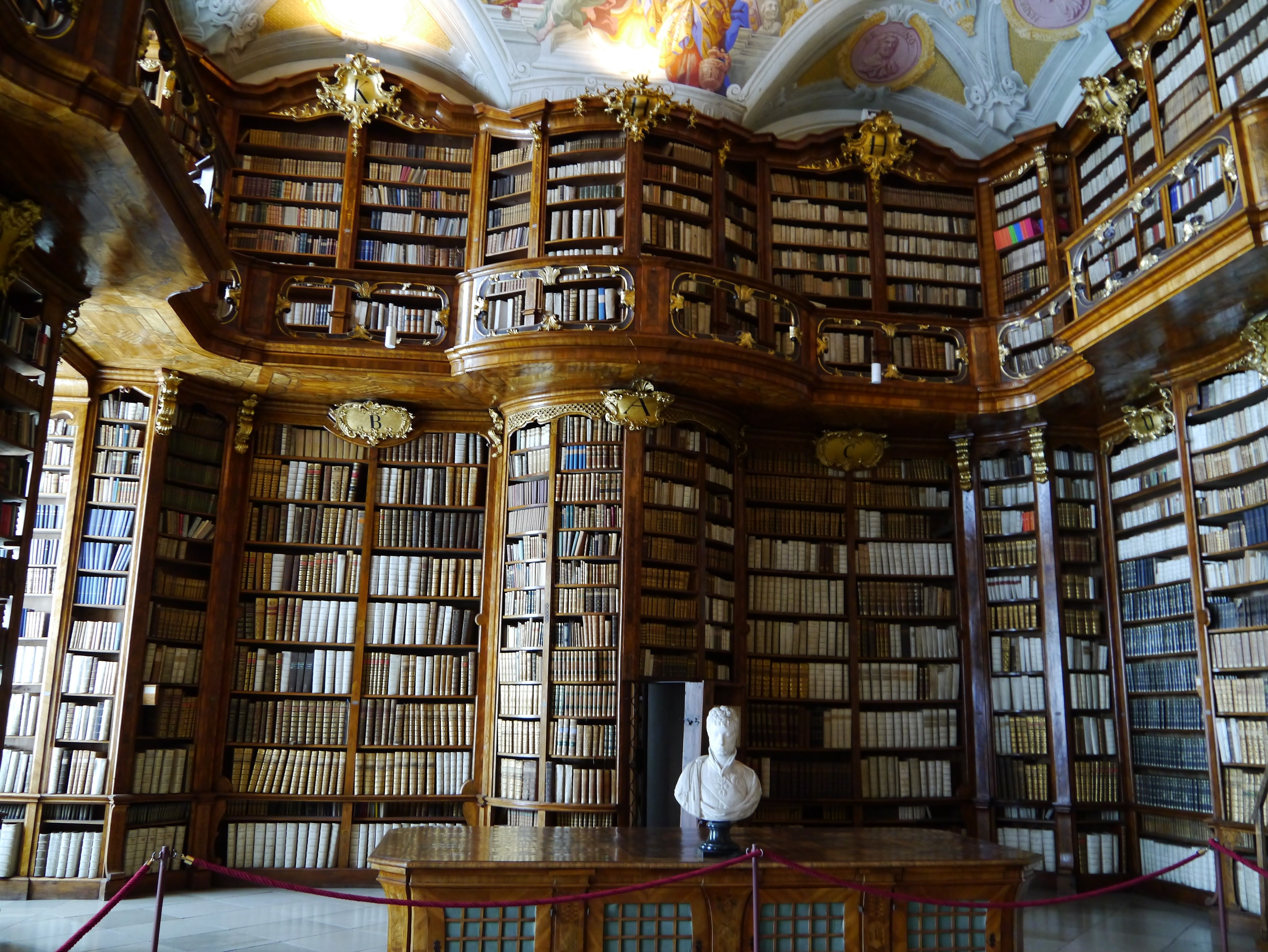
kloosterbibliotheek
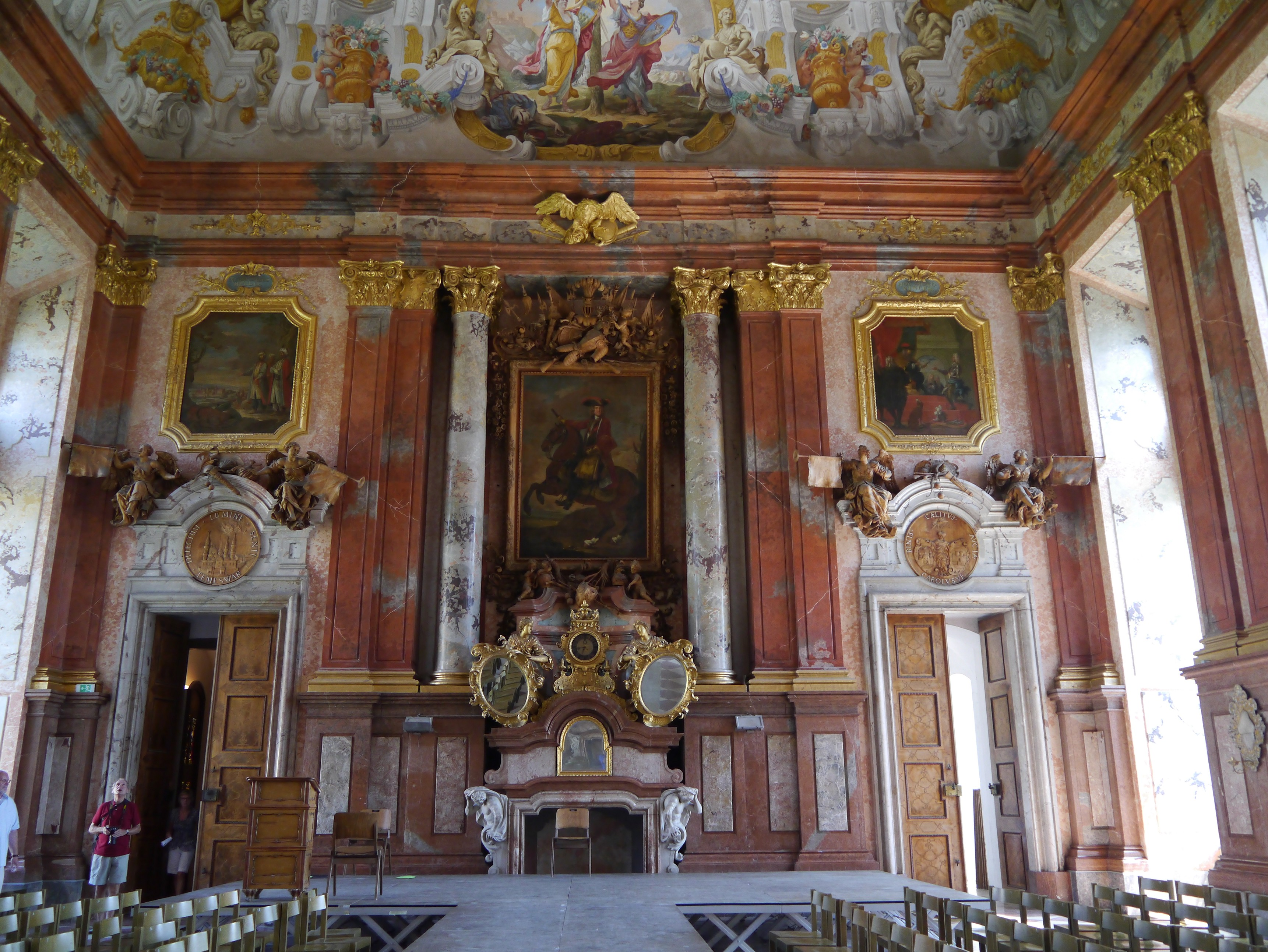
marmeren zaal
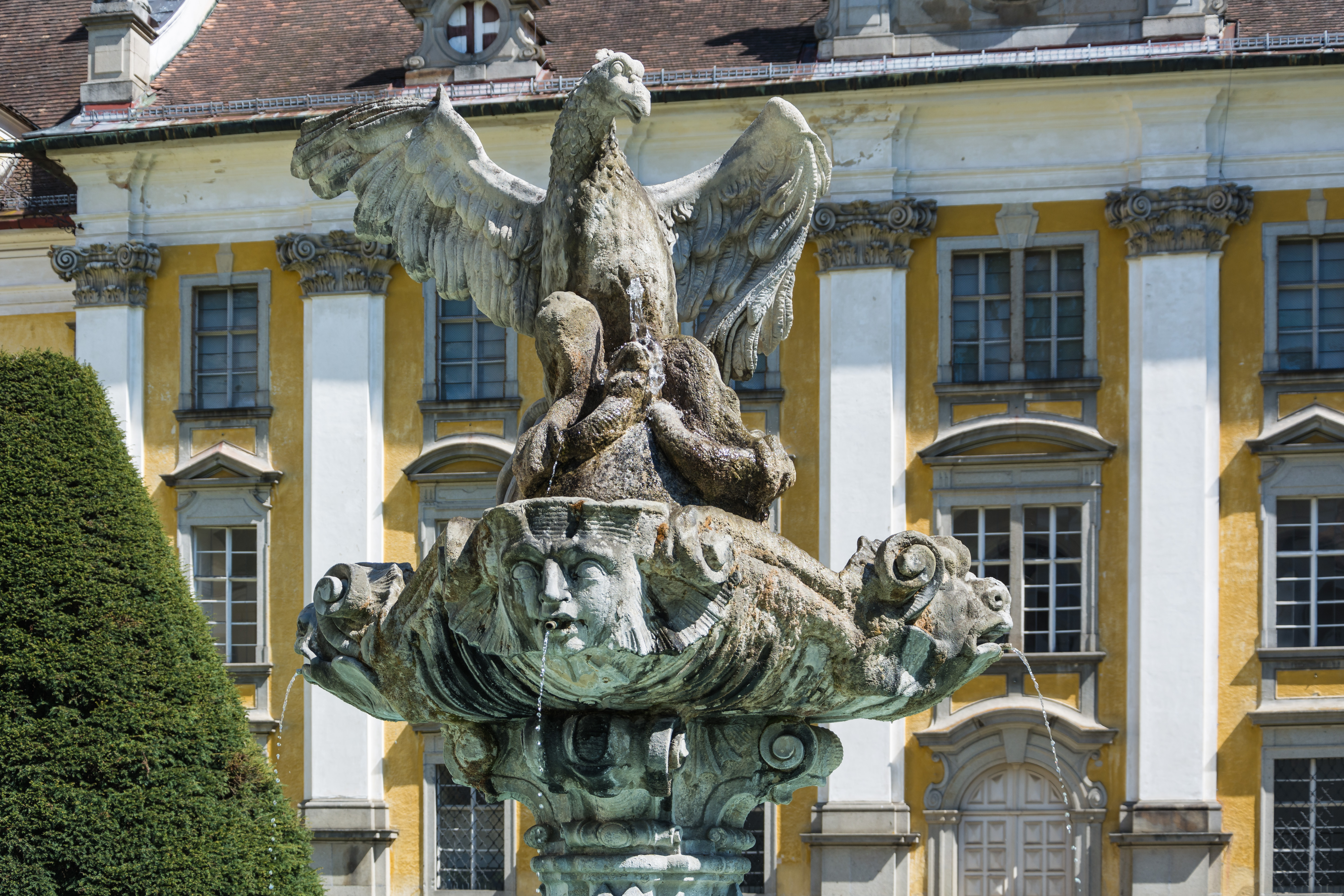
kloosterfontein